# جرذ جبال سومطرة
جرذ جبال سومطرة (الاسم العلمي: Rattus korinchi) (بالإنجليزية: Sumatran Mountain Rat)‏ هو نوع من الحيوانات يتبع جنس الجرذ من الفصيلة الفأرية.